# Neuer Kurs (Deutsches Reich)
Der „neue Kurs“ ist ein Begriff zur Bezeichnung der außen- wie innenpolitischen Neuorientierung nach der Entlassung von Otto von Bismarck im Deutschen Kaiserreich. In den klassischen Hand- und Schulbüchern wird er vor allem für die Außenpolitik verwendet und steht in engem Zusammenhang mit dem Streben Wilhelms II., ein persönliches Regiment sowie eine Politik der freien Hand durchzuführen. Von der modernen Wissenschaft wird der Begriff innenpolitisch mit der Zeit der Kanzlerschaft von Leo von Caprivi (1890–1894) gleichgesetzt. Einige Vertreter des neuen Kurses blieben aber auch zunächst noch unter Chlodwig Fürst zu Hohenlohe-Schillingsfürst im Amt. Außenpolitisch kam der neue Kurs hingegen erst nach dem Sturz Caprivis zum Durchbruch. Bezogen auf den außenpolitischen Expansionsdrang der Regierung und besonders Wilhelms II. wird der Begriff daher zumeist auf die Zeit seit 1895 angewandt.

## Begriff und Ziele
Der Begriff des „neuen Kurses“ wurde zeitgenössisch in Abwandlung eines Telegramms von Wilhelm II. bereits im April 1890 als politischer Begriff gebraucht.

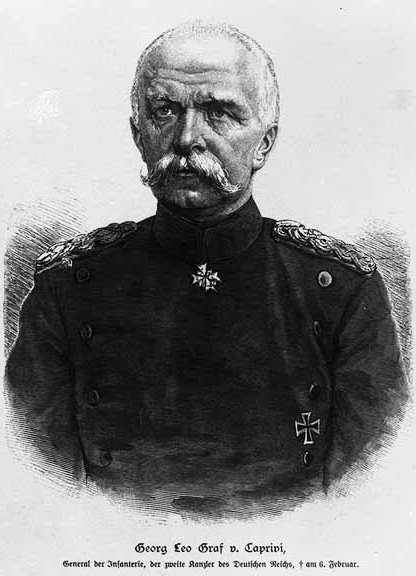
Leo von Caprivi

Der zentrale Motor war der Kanzler und zeitweilige preußische Ministerpräsident Caprivi. Unterstützt wurde er dabei zumindest anfangs von Finanzminister Johannes von Miquel. In den einzelnen Politikbereichen des preußischen Staatsministeriums waren Handelsminister Hans Hermann von Berlepsch, Innenminister Ernst Ludwig Herrfurth und Kriegsminister Hans von Kaltenborn-Stachau wichtige Mitgestalter. Auf Reichsebene kamen die Staatssekretäre Karl Heinrich von Boetticher und Adolf Marschall von Bieberstein hinzu.
Der neue Kurs bestand zunächst aus der Abwendung von der Politik der Konfrontation und Spaltung, wie sie Otto von Bismarck betrieben hatte. Stattdessen wurde versucht, den monarchischen Staat aus den unmittelbaren sozialen Konflikten zurückzuziehen und ihn zu einer neutralen Instanz werden zu lassen, der über den gesellschaftlichen Konflikten stand und diese moderierte. Ziel der Regierung Caprivi war die Versöhnung im Innern, das heißt, es sollte versucht werden, die in der Bismarck-Ära ausgegrenzten Bevölkerungsgruppen wieder in die Gesellschaft zu integrieren. Für wie dringend die Zeitgenossen Reformen hielten, macht eine Aussage des späteren Reichskanzlers Bernhard von Bülow aus dem Jahr 1890 deutlich: „Seit 1808 – Stein und Hardenberg – bestand bei uns kein solcher Reformdrang.“
Eine wenn auch in ihren Zielen letztlich begrenzte Reformpolitik sollte die sozialen Konflikte mildern. Gleichzeitig versuchte die Regierung so, sich nach dem Auseinanderbrechen des Parteienkartells neuen Rückhalt zu schaffen und die schwierige Zeit nach der Entlassung Bismarcks zu überwinden. Letztlich ging es darum, an die Stelle der politischen Bewegungslosigkeit des letzten Jahrzehnts der Regierung Bismarcks eine neue Dynamik zu entfachen. Außenpolitisch relevant war die Aufgabe der Kontinentalpolitik zugunsten einer Weltpolitik mit der Forderung nach Weltgeltung.
In gewissem Umfang erfolgreich war diese Politik im Bereich der Sozial-, der Außenhandelspolitik und in begrenzter Form auch für die preußische Innenpolitik. Auch außenpolitisch ließ sich laut Ullmann die Linie des „neuen Kurses“ nicht lange durchhalten.

## Außenpolitik
Der „neue Kurs“ sollte die Außenpolitik des Deutschen Reiches aus den Zwängen der Aushilfen befreien, die Bismarck ergriffen hatte, um sein Bündnissystem zu bewahren. Sie strebte nicht nach Weltmacht, sehr wohl aber nach Weltgeltung und verfolgte hauptsächlich drei Ziele, welche die Machtstellung des Deutschen Reiches absichern respektive ausbauen sollten.
Das erste Ziel war eine mitteleuropäische Blockbildung, welche das Deutsche Reich durch eine Handelsvertragspolitik absicherte und zu einer klaren Entscheidung für Österreich-Ungarn und später Italien führte. Das zweite Ziel war es, die Beziehungen zu Großbritannien zu verbessern, indem man einen kolonialen Interessensausgleich anstrebte und sich davon eine positive Rückwirkung auch auf die europäische Außenpolitik ergeben würde, es vielleicht sogar zu einem formellen Beitritt Großbritanniens zum Dreibund käme.
Der dritte Aspekt war die Auflösung der Bindung an Russland, welche die Regierung als unvereinbar mit anderen Abkommen hielt. Sie mündete in der Nichtverlängerung des Rückversicherungsvertrages mit Russland, dessen diesbezüglicher Antrag abgewiesen wurde.
Die französische Presse beispielsweise sah den Wechsel von Bismarck zum „neuen Kurs“ Wilhelms in der Außenpolitik mit Skepsis: Die „Friedenspolitik“ des gewesenen Kanzlers wurde gelobt, die Zukunft erschien „besorgniserregend“ - Die Befürchtung liege nahe, dass die deutsche Politik jetzt „kriegerischen Verwicklungen zustrebt“.

## Sozialpolitik

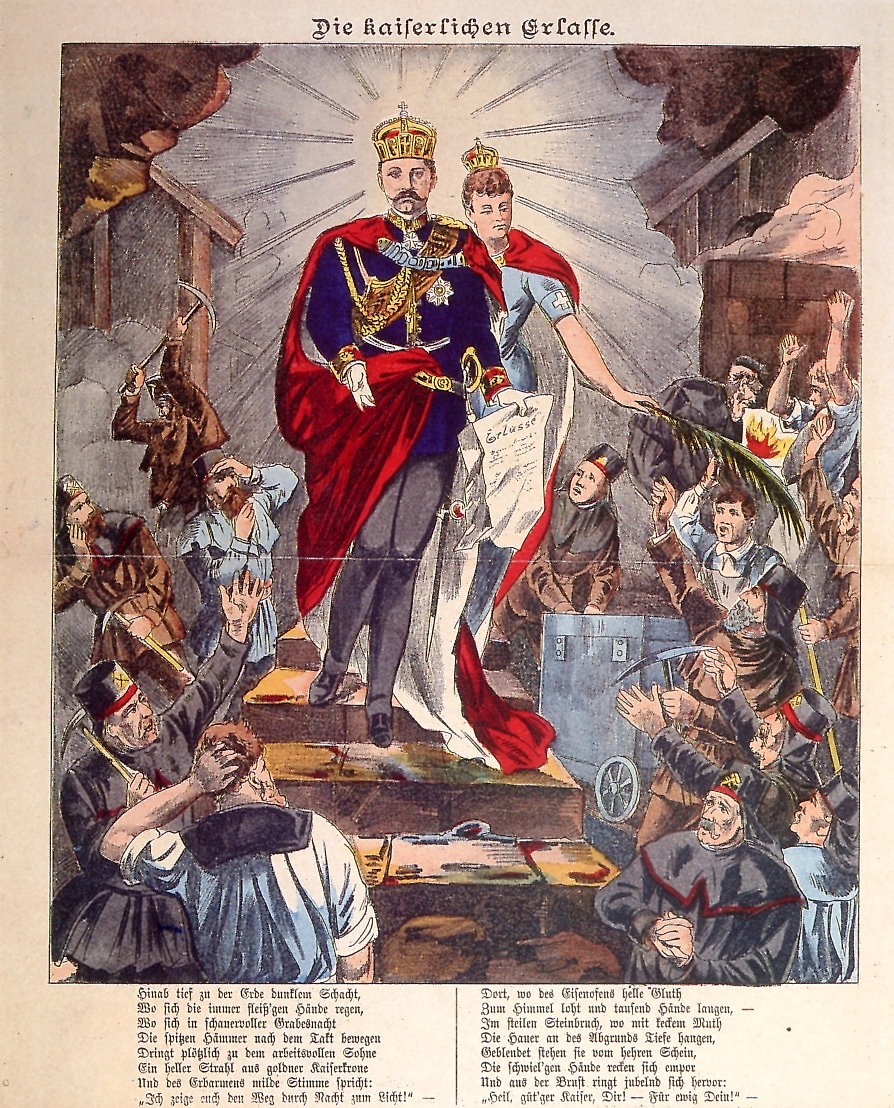
„Die Februarerlasse“. Idealisierte Darstellung Wilhelms II. und des Anspruchs auf ein „soziales Kaisertum“ (Neuruppiner Bilderbogen von 1890)

Hinter dem Handeln im Bereich der Sozialpolitik stand die Meinung, dass der bismarcksche Versuch, den Einfluss der Sozialdemokraten auf die Arbeiter durch die Einführung der Sozialversicherung zu brechen, gescheitert war. An deren Stelle griff die Regierung nunmehr auf Reformkonzepte zurück, die bereits in den 1870er Jahren auf der politischen Agenda gestanden hatten. Berlepsch setzte vor allem auf die Ausweitung des Arbeiterschutzes und eine Reform des Arbeitsrechts. Diese Politik wurde anfangs von Wilhelm II. und dessen Idee eines „sozialen Kaisertums“ mitgetragen. In den Februarerlassen des Kaisers von 1890, also noch zur Zeit der Kanzlerschaft Bismarcks, wurde sie quasi zum offiziellen Programm erhoben.
Ein konkretes Ergebnis war die Gewerbeordnungsnovelle von 1891. Diese verbot die Sonntagsarbeit, die Arbeit von Kindern unter 14 Jahren in Fabriken wurde abgeschafft und die Arbeitszeit von Jugendlichen und Frauen eingeschränkt. Auch die Arbeit in gesundheitsschädlichen Betrieben wurde strengeren Auflagen unterworfen. Zur Kontrolle der Arbeiterschutzmaßnahmen wurde die Gewerbeaufsicht verstärkt. Hinzu kam die Einrichtung von Arbeitsordnungen und Gewerbegerichten zur Schlichtung arbeitsrechtlicher Konflikte zwischen Arbeitern und Unternehmern. Allerdings enthielt der Gesetzentwurf ursprünglich auch Bestimmungen zu einer Verschärfung des Koalitionsrechts. Auf Druck des Zentrums und der Freisinnigen Partei wurden diese Passagen wieder gestrichen. Die Vorlage wurde im Reichstag mit großer Mehrheit angenommen. Nur die Sozialdemokraten stimmten nicht zu, da ihre Ansprüche weiter gingen. Insgesamt bedeutete diese Politik einen wichtigen Schritt zur Entstehung sozialstaatlicher Strukturen im Deutschen Kaiserreich.

## Handelspolitik
Im Bereich der Außenhandelspolitik drohten mit dem Auslaufen der Handelsverträge mit Frankreich und anderen Staaten im Jahr 1892 höhere Zölle und möglicherweise auch regelrechte Handelskriege. Um dem entgegenzuwirken, wurden zwischen 1891 und 1893 langfristige Handelsverträge mit Österreich-Ungarn, Italien, Belgien, der Schweiz, Spanien, Serbien und Rumänien und schließlich auch mit Russland abgeschlossen. Damit entstand ein Handelsvertragssystem, das nicht zuletzt dazu diente, den Export deutscher Industrieprodukte zu fördern. Dahinter stand die Erkenntnis, dass nicht die Landwirtschaft, sondern nur eine expandierende Industrie genügend Arbeitsplätze für eine wachsende Bevölkerung zur Verfügung stellen könne. Das zentrale Problem war, dass Vorteile beim Industrieexport bei den Vertragspartnern nur über Zugeständnisse bei den Agrarzöllen zu erreichen waren. Von der Politik zu Gunsten der Landwirtschaft verschob Caprivi den Schwerpunkt in der Handelspolitik hin zur Industrie.

## Reform der preußischen Gemeindeordnung
Die Reformpolitik des neuen Kurses umfasste nicht nur das Reich, sondern die maßgeblichen Politiker versuchten auch in Preußen Veränderungen durchzusetzen. Dort war die Reform der Gemeindeordnung in den 1870er Jahren zunächst gescheitert. Daran wurde noch einmal angeknüpft. Der Entwurf einer neuen Landgemeindeordnung wurde von den Konservativen bekämpft, und 1891 gelang es ihnen im preußischen Landtag, diesen zu ihren Gunsten zu entschärfen. Ursprünglich war vorgesehen, Kleingemeinden und benachbarte Gutsbezirke zusammenzulegen. Die Konservativen setzten die Zustimmung der beiden Seiten durch. Dadurch hatte das Gesetz nur Auswirkungen auf 3 % der Gutsbezirke. Auch andere Reformvorhaben in diesem Politikbereich scheiterten. Die Gesetzgebung konnte an der starken Stellung der Rittergutsbesitzer in Ostelbien nichts Entscheidendes ändern. Kaum Fortschritte gab es auch bei der Reform des preußischen Dreiklassenwahlrechts.

## Miquelsche Steuerreform

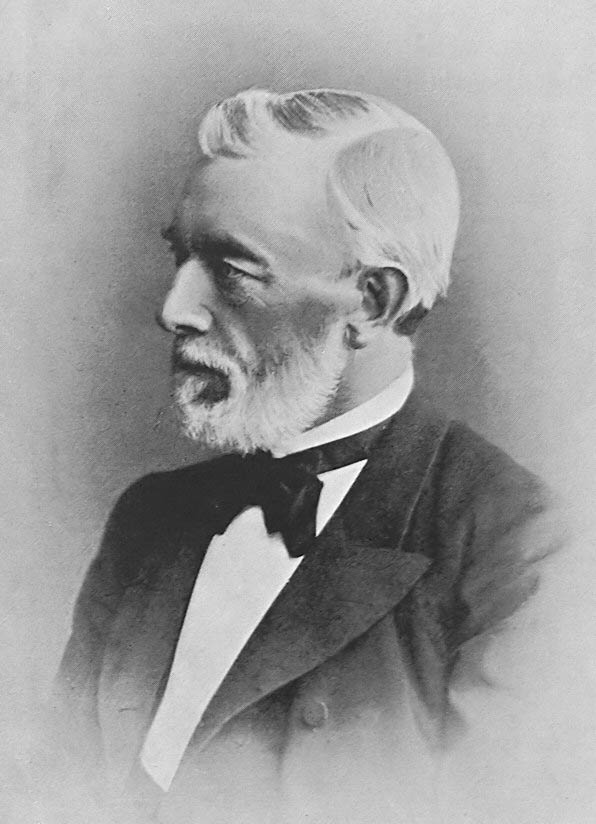
Johannes von Miquel war hauptverantwortlich für die preußische Steuerreform

Dagegen war die Steuerreform von Finanzminister Miquel erfolgreich. Im Preußen wurde 1891 damit eine moderne Einkommensteuer eingeführt. Sie trat an die Stelle der komplizierten Klassen- und Realsteuern. Erfasst wurden nunmehr eine breite Palette von Einkunftsarten und Quellen. Damit partizipierte der Staat am wachsenden Sozialprodukt. Auch im Steuerrecht spiegelte sich so der Übergang von Agrar- zum Industriestaat wider. Eingeführt wurde ein steuerfreies Existenzminimum, eine wenn auch noch schwache Steuerprogression und die Möglichkeit, bestimmte Abzüge geltend zu machen. Insgesamt wurden die unteren Einkommensgruppen entlastet, und es setzte sich damit endgültig das Prinzip durch, die Steuerpflichtigen nach ihrer Leistungsfähigkeit zu besteuern. Außerdem wurde die Gewerbesteuer für große Betriebe eingeführt. Grund-, Gebäude- und Gewerbesteuer wurden 1892 ganz den Kommunen überlassen. Dies hatte positive Auswirkungen auf die finanzielle Lage der Städte und Gemeinden. Im Jahr 1893 kam ergänzend eine Vermögensteuer zu Gunsten des Landes hinzu. Allerdings war die Regierung auch in diesem Politikbereich zu Zugeständnissen zu Gunsten des Großgrundbesitzes gezwungen. Abgesehen davon, brachte die Reform einen Fortschritt in Hinblick auf die Steuergerechtigkeit. Damit verbunden war aber auch eine Effizienzsteigerung der Steuerverwaltung. Letztlich gelang es so, den preußischen Staat durch ein höheres Steueraufkommen auf eine bessere finanzielle Basis zu stellen.

## Widerstände
Durch die Krise um das neue Schulgesetz verlor die Regierung 1892 sowohl beim Zentrum wie auch bei den Liberalen viel von der anfänglichen Unterstützungsbereitschaft. Diese führte mit der Trennung der Ämter des Reichskanzlers und des preußischen Ministerpräsidenten dazu, dass Caprivi erheblich an Macht verlor. Auch im Reichstag hatte er es zunehmend schwer Zustimmung zu finden. Die nächste Krise kam mit der Heeresvorlage von 1892/93. Diese bedeutete eine deutliche Verstärkung der Rüstungsanstrengungen. Zur Durchsetzung machte der Kanzler Zugeständnisse wie die Bewilligung der Militärkosten nicht alle sieben, sondern alle vier Jahre sowie die Einführung einer Dienstzeit von zwei statt drei Jahren. Aber erst nach einer Reichstagsauflösung und Neuwahlen konnte Caprivi seine Vorstellungen durchsetzen.
Widerstand gegen die Politik des neuen Kurses kam vor allem von konservativer Seite. Die Kritik an den als agrarfeindlich angesehenen Handelsverträgen führte zur Gründung des Bundes der Landwirte und schließlich zur Radikalisierung der deutschkonservativen Partei.
Immer mehr verlor Caprivi auch die Unterstützung von Wilhelm II. Dieser wollte die Politik stärker selber gestalten und zielte auf die Errichtung eines „persönlichen Regimentes“ ab. Ob ihm das gelang, bleibt in der Forschung umstritten. Der Höhepunkt kaiserlicher Einflussnahme lag jedoch erst nach 1894. Ein zentraler Grund für die Abkehr Wilhelms II. vom Neuen Kurs war, dass diese Politik damit gescheitert war, die Legitimation der Monarchie zu erhöhen. Im Gegenteil hat sie dazu beigetragen, die Konservativen in die Opposition zu treiben.

## Ende des Neuen Kurses in der Innenpolitik
Das Ende der eigentlichen Politik des „neuen Kurses“ in der Innenpolitik kam 1894 mit den Auseinandersetzungen über die Umsturzvorlage. Für ein neues Sondergesetz gegen die Sozialdemokraten setzten sich Gegner des neuen Kurses wie der preußische Ministerpräsident Botho zu Eulenburg, Industriekreise um Carl Ferdinand von Stumm-Halberg, Vertreter der Landwirtschaft, des Militärs und Teile des Hofstaates ein. Aber auch Nationalliberale und Freikonservative schlossen sich dem an. Entscheidend für die Protagonisten des neuen Kurses, die ein Sondergesetz ablehnten, war, dass sich Wilhelm II. gegen den Kanzler stellte. Letztlich endete dies im Oktober 1894 mit der Entlassung sowohl Caprivis wie auch Eulenburgs. Wenn auch einige Exponenten des neuen Kurses zunächst auch unter Chlodwig Fürst zu Hohenlohe-Schillingsfürst ihre Ämter behielten, hatten sich die Gegner schließlich weitgehend durchgesetzt. Außenpolitisch und öffentlichkeitswirksam hingegen nahm die Politik des „neuen Kurses“ erst nach dem Sturz Caprivis an Fahrt auf, obwohl die Grundlagen für den außenpolitischen Wechsel in seiner Amtszeit gelegt worden waren.

## Historiographische Einschätzung
In der Bilanz von Hans-Peter Ullmann brachte die Politik des Neuen Kurses zwar einige Reformen auf den Weg und überwand die Stagnation der späten Bismarckjahre, aber die Reichweite der Reformen blieb begrenzt. Sie waren einem „aufgeklärten Konservatismus“ verpflichtet gewesen, der schon nicht mehr zeitgemäß gewesen wäre. Die Reformen gingen für einen Systemwechsel nicht weit genug, waren aber zu weitreichend, um nicht auf massive Widerstände zu stoßen.